# 쓰와촌 (나가노현)
쓰와촌(津和村)은 나가노현 가미미노치군에 있던 촌이다. 현재의 나가노시에 해당한다.

## 역사
- 1889년 4월 1일 - 정촌제 시행에 의해 3개 촌의 구역을 확장해 가미미노치군 쓰와촌이 성립하였다.
- 1954년 4월 1일 - 쓰와촌과 합병해 구메지촌이 성립하여, 동일 쓰와촌은 폐지되었다.

## 교통

### 도로
- 국도 제19호선

## 참고문헌
- 角川日本地名大辞典 20 長野県